# نیروی عملیات ویژه ارتش خلق کره
نیروی عملیات ویژه ارتش خلق کره (انگلیسی: Korean People's Army Special Operation Force) نیروی عملیات ویژه زیرمجموعه ارتش خلق کره است، که در سال ۱۹۶۸ تأسیس شد.